# Nova Prata do Iguaçu
Nova Prata do Iguaçu ist ein brasilianisches Munizip im Südwesten des Bundesstaats Paraná. Es hat 12.699 Einwohner (2022), die sich Pratenser  nennen. Seine Fläche beträgt 353 km². Es liegt 480 Meter über dem Meeresspiegel.

## Etymologie
Die Kolonisatoren kamen aus Rio Grande do Sul und gaben der neuen Siedlung den Namen ihrer Heimatstadt Nova Prata. Bei der Erhebung zum Munizip kam der differenzierende Zusatz do Iguaçu hinzu. Auf Deutsch bedeutet der Name Neusilber am Iguaçu.

## Geschichte

### Besiedlung
Das Land war ursprünglich mit Wald bedeckt, insbesondere mit Peroba, Angico, Lorbeer, Zimt, Elfenbeinholz, Araukarien, Zedern und Grápia. Einige dieser Hölzer wurden für den Bau von Häusern und anderen Einrichtungen verwendet. Viele wurden in größere Zentren exportiert. Die weniger wertvollen Bäume verrotteten am Boden oder wurden mit Feuer vernichtet (Brandrodung), als die Mechanisierung der Plantagen begann.
Die Ansiedlung von Menschen in der Region ist auch auf den Viehhandel zwischen den Bundesstaaten São Paulo und Rio Grande do Sul zurückzuführen. Sie nutzten den Südwesten von Paraná als strategischen Durchgang für ihr Vieh und entdeckten hier natürliche Reichtümer, die sie beeindruckten, so dass sie sich hier niederließen.
In der Mitte des 20. Jahrhunderts ließen sich Entdecker aus anderen Bundesstaaten wie Rio Grande Do Sul und Santa Catarina und dem Südwesten von Paraná nieder. Die ersten Einwohner von Nova Prata kamen um 1950. Sie kamen auf den Wegen entlang der Ufer des Iguaçu. Nach und nach wurden weitere Pfade eröffnet. Als Hauptverkehrsweg diente aber der Iguaçu. Bis Mitte der 1950er Jahre wurden die Straßen von den Anwohnern selbst über Feldwege erschlossen. Der Transport erfolgte mit Fuhrwerken und Ochsenkarren. Wichtige Dinge wurden von weit her geholt, was mehrere Tage dauerte. Es gab weder ein Krankenhaus noch einen Arzt oder eine Krankenstation.

### Kampf um das Land
Die Pioniere waren im Vertrauen auf die Zusage der brasilianischen Regierung gekommen, dass sie das Land als Posseiros urbar machen und nach einigen Jahren zu Eigentum übertragen bekommen würden. Nach dem Ende der Präsidentschaft Getúlio Vargas vergab der Staat Paraná das Land jedoch an große Immobiliengesellschaften. Diese heuerten Jagunços (bewaffnete Wächter) an, um die Siedler zu verjagen und das von ihnen gerodete Land zu behalten. Die Siedler organisierten sich daraufhin, um den rechtmäßigen Besitz des Landes zu erstreiten. Dies führte 1957 zur Revolta dos Colonos (Aufruhr der Landbesetzer), bei der sie den Hauptsitz der Clevelândia Industrial e Territorial Ltda. (CITLA) in Francisco Beltrão umzingelten und einnahmen. Von da an konnten die Siedler das Land zu einem günstigeren Preis erwerben. Später wurde ihr Besitz vom Grupo Executivo para as Terras do Sudoeste do Paraná (GETSOP) beurkundet.

### Pfarrei
Nova Prata do Iguaçu wurde im Januar 1968 zur Pfarrei mit einer Kirche, deren erster Vikar Padre Marcelino Risson war. Ihm folgte 1970 Padre David Esulpério Fontana.
Zur Schutzpatronin der Gemeinde wurde Nossa Senhora do Bom Parto (Mariä Erwartung) gewählt. Ihr Gedenktag wird am 22. Januar als Feiertag begangen, an dem die Gläubigen beten und der Heiligen mit einem großen religiösen Fest huldigen.

### Landflucht
Aufgrund der Fruchtbarkeit des Landes kamen viele Siedler, die eine mechanisierte Landwirtschaft anstrebten. Infolgedessen verließen viele kleine Landwirte ihren Besitz und suchten die Nähe der größeren Städte, was zu einer Landflucht führte. Viele Pioniere zogen im Laufe der Jahre nach Rondônia, Mato Grosso do Sul, Mato Grosso, Pará, Acre und Paraguay.

### Erhebung zum Munizip
Nova Prata do Iguaçu wurde durch das Staatsgesetz Nr. 7272 vom 27. Dezember 1979 aus Salto do Lontra ausgegliedert und in den Rang eines Munizips erhoben. Es wurde am 1. Februar 1983 als Munizip installiert.

## Geografie

### Fläche und Lage
Nova Prata do Iguaçu liegt auf dem Terceiro Planalto Paranaense (der Dritten oder Guarapuava-Hochebene von Paraná). Seine Fläche beträgt 353 km². Es liegt auf einer Höhe von 480 Metern.

### Geologie und Böden
Das Gelände hat ein welliges Relief mit mehr oder weniger starkem Gefälle in der Nähe der Flüsse.
Die Böden bestehen überwiegend aus strukturierter Terra Roxa, wo die meisten Flächen flach sind, was die Mechanisierung erleichtert. In den stärker hügeligen Gebieten gibt eignen sich die Böden für Viehweiden. Die natürliche Fruchtbarkeit des Bodens ist vor allem in Bezug auf Phosphor gering.
Die Eignung der landwirtschaftlichen Böden ist gut für Getreide im Allgemeinen, Ackerbau, Weide und Wald mit Ausnahme von kälteempfindlichen Kulturen.

### Vegetation
Das Biom von Nova Prata do Iguaçu ist Mata Atlântica.

### Klima
Das Klima ist gemäßigt warm. Es werden hohe Niederschlagsmengen verzeichnet (1864 mm pro Jahr). Im Jahresdurchschnitt liegt die Temperatur bei 20,8 °C. Die Klimaklassifikation nach Köppen und Geiger lautet Cfa.

### Gewässer
Nova Prata do Iguaçu liegt im Einzugsgebiet des Iguaçu. Dieser bildet die nördliche Grenze. Er ist zum Stausee Salto Caxias aufgestaut, dessen Talsperre im nordwestlichen Zipfel des Munizips liegt. Im Osten wird das Munizip vom Rio Jaracatiá begrenzt. Im Westen reicht das Munizip bis zum Rio Cotegipe, der kurz unterhalb der Staumauer des Kraftwerks Salto Caxias von links in den Iguaçu mündet. Weitere Flüsse sind der Rio Vorá, der Rio Quieto, der Rio Ouro Fino und der Rio Vorazinho.

### Straßen
Nova Prata do Iguaçu ist über die PR-592 mit Leonidas Marques im Nordwesten und mit Salto do Lontra im Süden verbunden.

### Nachbarmunizipien
| Capitão Leônidas Marques | Boa Vista da Aparecida                      | Três Barras do Paraná   |
|                          | Kompassrose, die auf Nachbargemeinden zeigt | Boa Esperança do Iguaçu |
| Realeza                  | Salto do Lontra                             |                         |

## Stadtverwaltung
Bürgermeister: Sergio Faust, PL (2021–2024)
Vizebürgermeister: Odair Pez, (2021–2024)

## Demografie

### Bevölkerungsentwicklung
| Jahr | Einwohner | Stadt | Land |
| ---- | --------- | ----- | ---- |
| 1991 | 11.615    | 36 %  | 64 % |
| 2000 | 10.397    | 51 %  | 49 % |
| 2010 | 10.377    | 58 %  | 42 % |
| 2022 | 12.699    |       |      |

Quelle: IBGE (2011) und Volkszählung 2022

### Ethnische Zusammensetzung
| Gruppe * | 1991    | 2000    | 2010    | wer sich als …                                                                   |
| --- | ------- | ------- | ------- | -------------------------------------------------------------------------------- |
| Weiße | 82,2 %  | 87,8 %  | 74,8 %  | weiß bezeichnet                                                                  |
| Schwarze | 1,7 %   | 2,0 %   | 2,1 %   | schwarz bezeichnet                                                               |
| Gelbe | 0,0 %   | 0,3 %   | 1,1 %   | von fernöstlicher Herkunft wie japanisch, chinesisch, koreanisch etc. bezeichnet |
| Braune | 16,1 %  | 9,2 %   | 21,9 %  | braun oder als Mischung aus mehreren Gruppen bezeichnet                          |
| Indigene | 0,0 %   | 0,0 %   | 0,1 %   | Ureinwohner oder Indio bezeichnet                                                |
| ohne Angabe | 0,0 %   | 0,7 %   | 0,0 %   |                                                                                  |
| Gesamt | 100,0 % | 100,0 % | 100,0 % |                                                                                  |
| *) Das IBGE verwendet für Volkszählungen ausschließlich diese fünf Gruppen. Es verzichtet bewusst auf Erläuterungen. Die Zugehörigkeit wird vom Einwohner selbst festgelegt. |         |         |         |                                                                                  |

Quelle: IBGE (Stand: 1991, 2000 und 2010)

## Wirtschaft

### Kennzahlen
Mit einem Bruttoinlandsprodukt pro Einwohner von 30.312,93 R$ bzw. rund 6.700 € lag Nova Prata do Iguaçu 2019 an 177. Stelle der 399 Munizipien Paranás.
Sein hoher Index der menschlichen Entwicklung von 0,716 (2010) setzte es auf den 152. Platz der paranaischen Munizipien.